# Бутницький Іван Миколайович
Іва́н Микола́йович Бутни́цький (нар. 9 вересня 1935, Вікно (Городенківський район) — український вчений, кандидат біологічних наук, доцент, ректор Тернопільського педінституту в 1982—1984 роках.

## Життєпис

### Освіта
Народився в селі Вікно (тепер — Городенківського району Івано-Франківської області) у селянській родині.
У 1943 році пішов до першого класу Вікнянської початкової школи, а після війни навчався у Коломийській СШ № 1 (1946—1949) та Тишківській середній школі, яку закінчив у 1952 році.
Вищу освіту здобув у Чернівецькому університеті (1952—1957) за спеціальністю «біолог-фізіолог рослин».

### Викладацька діяльність
У 1957—1960 роках учителював на Волині.
У 1960 році повернувся до Чернівців, де зарахований лекційним асистентом кафедри фізіології рослин Чернівецького університету. Почав наукові дослідження під керівництвом відомого в Україні вченого — професора Г.X.Молотковського. У вересні 1964 року переїхав до Івано-Франківська на посаду викладача фізіології рослин та ботаніки у місцевому педінституті. В цьому інституті кілька років (1968—1970) завідував кафедрою агробіології.
Скорочення біологічної спеціальності в Івано-Франківську обумовило в 1970 році переїзд Івана Бутницького до педагогічного інституту в Тернополі. В цьому навчальному закладі протягом багатьох років викладає фізіологію рослин та мікробіологію.
У 1975 році на вченій раді Чернівецького університету захистив кандидатську дисертацію на тему: «Полярність та фізіолого-біохімічні особливості онтогенезу деяких дводомних рослин». У 1978 році затверджений в званні доцента.
У Тернопільському педінституті (з травня 1997 р. — університет) працював на таких керівних посадах:
- проректор з навчальної роботи (1979—1982),
- ректор (1982—1984].),
- завідувач кафедри ботаніки (1988—2002).

### Наукова діяльність
Іван Бутницький — автор 92 наукових праць.
Сфера інтересів вченого — вивчення симбіотичної фіксації молекулярного азоту бобовими сільськогосподарськими культурами, що має на меті підвищення їх продуктивності. Наукова робота координується відділом азотофіксації Інституту фізіології рослин і генетики НАН України у Києві.
Іван Бутницький виступає офіційним опонентом та рецензентом при захисті кандидатських дисертацій. Науковий керівник студентських дипломних робіт та наукових публікацій. Це дає йому можливість визначати обдарованих випускників ТНПУ та рекомендувати їх до аспірантури.

## Нагороди
- Медаль «Ветеран праці» (1987)
- Значок «Відмінник народної освіти УРСР» (1982)
- Грамоти МО УРСР (1958, 1990)